# Phrynopus remotum
Phrynopus remotum — вид жаб родини Craugastoridae. Описаний у 2020 році.

## Поширення
Ендемік Перу. Виявлений у високогірних луках Анд в регіоні Уануко на висоті 3730 м над рівнем моря.

## Опис
Невелика жаб, самці досягають 19,3-23,3 мм завдовжки, самиці — 28,7 мм. Через відсутність достатньої кількості води в середовищі проживання ці жаби відкладають яйця у вологих місцях, а пуголовки зазнають метаморфози всередині яйця, згодом вилуплюючись у вигляді повністю сформованих жаб.